# Lapo Pistelli
Lapo Pistelli (né le 20 juin 1964 à Florence) est un professeur et un homme politique italien, membre du Parti démocrate.

## Biographie
Lapo Pistelli devient ministre adjoint aux Affaires étrangères du gouvernement Letta le 2 mai 2013 et il est confirmé à ce poste dans le gouvernement Renzi en 2014.
De 2004 à 2008 il est député européen. Il a fait partie de la Démocratie chrétienne et du Parti populaire italien avant 2007.
Le 15 juin 2015, il annonce son départ de la vie politique en démissionnant de ses fonctions de ministre délégué aux Affaires étrangères et quinze jours après de son siège de député à la Chambre.